# Mạng cục bộ không dây
WLAN hay mạng cục bộ không dây (viết tắt từ tiếng Anh: wireless local area network) là mạng cục bộ (LAN) gồm các máy tính liên lạc với nhau bằng sóng vô tuyến.
Chuẩn IEEE 802.11 định nghĩa tầng vật lý và tầng MAC cho một mạng nội bộ không dây. 
Thành tố cơ bản của 802.11 là tế bào (cell) với tên gọi là BSS (basic service set - bộ dịch vụ cơ bản). Mỗi BSS thường gồm một vài máy trạm không dây và một trạm cơ sở trung tâm được gọi là AP (access point - điểm truy cập). Các máy trạm (có thể di động hoặc cố định) và trạm trung tâm liên lạc với nhau bằng giao thức MAC IEEE 802.11 không dây. Có thể kết nối nhiều trạm AP với nhau bằng mạng hữu tuyến Ethernet hoặc một kênh không dây khác để tạo một hệ thống phân tán (DS - distributed system)
Các máy trạm dùng chuẩn IEEE 802.11 có thể nhóm lại với nhau để tạo thành một mạng ad hoc - mạng không có điều khiển trung tâm. Trong trường hợp này, mạng được hình thành tức thời khi một số thiết bị di động tình cờ thấy mình đang ở gần nhau trong khi đang có nhu cầu liên lạc mà không tìm thấy một cơ sở hạ tầng mạng sẵn có tại chỗ (chẳng hạn một BBS 802.11 với một trạm AP). Một ví dụ về mạng ad hoc được hình thành là khi một vài người mang máy tính xách tay gặp nhau tại một bến tàu và muốn trao đổi dữ liệu mà không có một trạm AP ở gần đó.